# Пока мы молоды
«Пока мы молоды» (англ. While We're Young) — комедийная драма американского режиссёра и сценариста Ноа Баумбаха. Главные роли в картине исполнили Бен Стиллер, Наоми Уоттс, Адам Драйвер и Аманда Сейфрид. Премьера фильма состоялась 6 сентября 2014 года на Кинофестивале в Торонто. Это второй совместный проект Ноя Баумбаха и Бена Стиллера после комедийной драмы «Гринберг».

## Сюжет
Жизнь благополучной семейной пары средних лет (Стиллер и Уоттс) переворачивается вверх дном после знакомства с юным хипстером (Драйвер) и его подружкой (Сейфрид).

## В ролях
| Актёр            | Роль                     |
| ---------------- | ------------------------ |
| Бен Стиллер      | Джош Сребник             |
| Наоми Уоттс      | Корнелия Сребник         |
| Адам Драйвер     | Джейми                   |
| Аманда Сейфрид   | Дарби                    |
| Брэди Корбет     | Кент                     |
| Чарлз Гродин     | Лесли                    |
| Дри Хемингуэй    | Типпер                   |
| Грета Ли         | интервьюер на «Сандэнсе» |
| Питер Богданович | камео                    |

## Саундтрек
Музыка к фильму была составлена Джеймсом Мёрфи.
1. «Golden Years» — Джеймс Мёрфи
2. «Concerto for Lute, 2 Violins and Continuo in D, RV. 93» — Антонио Вивальди
3. «All Night Long (All Night)» — Лайонел Ричи
4. «Buggin' Out» — A Tribe Called Quest
5. «The Ghost in You» — The Psychedelic Furs
6. «The Inch Worm» — Дэнни Кей
7. «Only the Stars Above Welcome Me Home» — Джеймс Мёрфи
8. «Falling (Duke Dumont Remix)» — Haim
9. «Eye of the Tiger» — Survivor
10. «Andante du Concerto Pour Flautino en ut Majeur (From the MGM film The Wild Child)» — Антонио Вивальди
11. «Waiting for a Girl Like You» — Foreigner
12. «Nineteen Hundred and Eighty-Five» — Wings
13. «We Used to Dance» — Джеймс Мёрфи
14. «Golden Years» — Дэвид Боуи

## Критика
Фильм получил положительные отзывы кинокритиков. На сайте Rotten Tomatoes фильм имеет рейтинг 84 % на основе 190 рецензий со средним баллом 7,3 из 10. На сайте Metacritic фильм имеет оценку 77 из 100 на основе 44 рецензий критиков, что соответствует статусу «в целом положительные отзывы».